# Vítor Bruno
Vítor Bruno Clara Santos Motas Fernandes (Coímbra, Portugal, 2 de diciembre de 1981), más conocido como Vítor Bruno, es un exjugador y entrenador de fútbol portugués. Actualmente está sin club.

## Trayectoria
Vítor Bruno nació en Coímbra, ya que su padre era en ese entonces entrenador del Académica.Jugó en las categorías inferiores del club hasta 2001 y, luego de jugar en diferentes equipos amateurs, se retiró como futbolista en 2008 para iniciar su carrera como técnico.
En 2009, se convirtió en asistente técnico de Augusto Inácio en Interclube, Naval y Leixões,antes de unirse al cuerpo técnico de Sérgio Conceição en el Olhanense durante 2011. Más tarde, lo seguiría en su travesía por varios clubes, incluido un período de siete temporadas en el Porto a partir de 2017.
El 6 de junio de 2024, fue confirmado como entrenador del Porto y firmó un contrato por dos temporadas.En su primer encuentro, obtuvo la Supercopa de Portugal luego de vencer al Sporting de Lisboa por 4-3.Sin embargo, el 20 de enero de 2025, fue despedido de su cargo tras una serie de malos resultados.

## Clubes

### Como jugador
| Club            | País     | Año       |
| --------------- | -------- | --------- |
| GDR Bidoeirense | Portugal | 2001      |
| Vigor Mocidade  | Portugal | 2001-2002 |
| Mirandense      | Portugal | 2002-2003 |
| Tourizense      | Portugal | 2003-2004 |
| Marialvas       | Portugal | 2004-2006 |
| Gândara         | Portugal | 2006-2007 |
| AD Valonguense  | Portugal | 2008      |

### Como asistente técnico
| Club               | País     | Año       |
| ------------------ | -------- | --------- |
| Primeiro de Agosto | Angola   | 2009      |
| Interclube         | Angola   | 2009      |
| Naval              | Portugal | 2009-2010 |
| Leixões            | Portugal | 2010-2011 |
| Olhanense          | Portugal | 2011-2012 |
| Académica          | Portugal | 2012-2014 |
| Braga              | Portugal | 2014-2015 |
| Vitória Guimarães  | Portugal | 2015-2016 |
| Nantes             | Francia  | 2016-2017 |
| Porto              | Portugal | 2017-2024 |

### Como entrenador
| Club  | País     | Año       |
| ----- | -------- | --------- |
| Porto | Portugal | 2024-2025 |

## Estadísticas como entrenador
| Equipo         | Div.  | Temporada | Liga  | Liga | Liga | Liga | Liga |       | Copa | Copa | Copa | Copa  |   | Internacional | Internacional | Internacional | Internacional | Internacional |   | Otros | Otros | Otros | Otros |   | Totales     | Totales | Totales | Totales | Totales | Totales | Totales | Totales |
| Equipo         | Div.  | Temporada | Part. | G    | E    | P    | Pos. | Part. | G    | E    | P    | Part. | G | E             | P             | Pos.          | Part.         | G             | E | P     | Part. | G     | E     | P | Rendimiento | GF      | GC      | Dif.    |         |         |         |         |
| -------------- | ----- | --------- | ----- | ---- | ---- | ---- | ---- | ----- | ---- | ---- | ---- | ----- | - | ------------- | ------------- | ------------- | ------------- | ------------- | - | ----- | ----- | ----- | ----- | - | ----------- | ------- | ------- | ------- | ------- | ------- | ------- | ------- |
| Porto Portugal | 1.ª   | 2024-25   | 18    | 13   | 1    | 4    | Inc. | 4     | 2    | 0    | 2    | 6     | 2 | 2             | 2             | Inc.          | 1             | 1             | 0 | 0     | 29    | 18    | 3     | 8 | 65.52%      | 63      | 30      | +33     |         |         |         |         |
| Porto Portugal | Total | Total     | 18    | 13   | 1    | 4    | -    | 4     | 2    | 0    | 2    | 6     | 2 | 2             | 2             | -             | 1             | 1             | 0 | 0     | 29    | 18    | 3     | 8 | 65.52%      | 63      | 30      | +33     |         |         |         |         |
| 1. 2. 3.       |       |           |       |      |      |      |      |       |      |      |      |       |   |               |               |               |               |               |   |       |       |       |       |   |             |         |         |         |         |         |         |         |

#### Resumen por competiciones
| Competición                 | Partidos | Ganados | Empatados | Perdidos | %      | Resultado      |
| --------------------------- | -------- | ------- | --------- | -------- | ------ | -------------- |
| Primeira Liga               | 18       | 13      | 1         | 4        | 74.07% | 3.er lugar     |
| Copa de Portugal            | 2        | 1       | 0         | 1        | 50%    | Cuarta ronda   |
| Copa de la Liga de Portugal | 2        | 1       | 0         | 1        | 50%    | Semifinales    |
| Supercopa de Portugal       | 1        | 1       | 0         | 0        | 100%   | Campeón        |
| Liga Europea de la UEFA     | 6        | 2       | 2         | 2        | 44.44% | Fase de grupos |
| TOTAL                       | 29       | 18      | 3         | 8        | 65.52% | 1 Título       |

## Palmarés como entrenador

#### Títulos nacionales
| Título                | Club        | País     | Año  |
| --------------------- | ----------- | -------- | ---- |
| Supercopa de Portugal | F. C. Porto | Portugal | 2024 |